# Злочин (фільм, 1960)
«Злочин» (італ. Crimen, фр. Chacun son alibi) — італійський комедійний фільм 1960 року режисера Маріо Камеріні. Фільм мав два ремейки: перший — «Я не бачу, ви не говорите, він не чує», був створений тим самим режисером Камеріні в 1971 році, й у ньому грали Енріко Монтезано, Аліг'єро Носкезе, Гастоне Москін та Вітторіо Де Сіка, другий — «Одного разу, порушивши закон» був знятий у 1992 році Юджином Леві, де головні ролі грали Джон Кенді та Джеймс Белуші.

## Сюжет
На поїзді до Монте-Карло їдуть п'ятеро італійців: наречена і наречений Ремо Капретті (Віторіо Гасман) і Маріна Колуччі Капретті (Сільвана Мангано), які на виграні гроші в казино планують відкрити в Римі свою перукарню; гравець Альберто Францетті (Альберто Сорді), який їде на Рів'єру, де на нього чекає його дружина Елеонора Францетті (Доріан Грей); і неодружена пара Квіріно Філонці (Ніно Манфреді) та Джованна Філонці (Франка Валері), які знайшли загублену собачку і сподіваються отримати винагороду, про яку було оголошення в газеті. Але обставини складаються так, що всі вони виявляються вплутані у розслідування вбивства власниці знайденої собачки.

## Ролі виконують
- Альберто Сорді — Альберто Францетті
- Віторіо Гасман — Ремо Капретті
- Ніно Манфреді — Квіріно Філонці
- Доріан Грей — Елеонора Францетті
- Франка Валері — Джованна Філонці
- Сільвана Мангано — Маріна Колуччі Капретті
- Сільва Кошина — Кароліна
- Бернар Бліє — комісар поліції